# Kidnap (película de 2017)
Kidnap (título en Hispanoamérica: Desaparecido y en España: Secuestrado) es una película de suspenso de acción estadounidense de 2017 dirigida por Luis Prieto, escrita por Knate Lee y protagonizada por Halle Berry, Lew Temple, Sage Correa y Chris McGinn. La película sigue a Karla, una mesera, que persigue sin descanso a un secuestrador después de que su hijo de seis años es secuestrado en un parque. La película es el segundo thriller de secuestros de Berry después de The Call de 2013. El desarrollo de la película comenzó en junio de 2009. La fotografía principal comenzó el 27 de octubre de 2014 en Nueva Orleans, y las escenas también se filmaron en Slidell. El rodaje se completó el 7 de diciembre de 2014.
Kidnap se estrenó el 31 de julio de 2017 en ArcLight Hollywood y fue estrenada en cines en los Estados Unidos el 4 de agosto de 2017 por Aviron Pictures, quien compró los derechos de la película por tres millones de dólares después de que el productor original Relativity Media se declarara en bancarrota. Ha recaudado $34.8 millones en todo el mundo y recibió críticas mixtas de los críticos, y algunos lo llamaron una "diversión útil a fines del verano" y elogiaron la actuación de Berry, mientras que otros criticaron la trama desordenada.

## Argumento
Karla Dyson, una camarera, vive una vida casi normal como madre soltera con su hijo de seis años, Frankie, a pesar de estar involucrada en una batalla por la custodia con su esposo separado.
Un día, Karla lleva a Frankie al carnaval local. Después de dejar temporalmente a su hijo para atender una llamada telefónica, regresa y descubre que su hijo ha desaparecido, ya que dejó su grabadora de voz de juguete. Buscando frenéticamente a su hijo, Karla ve a una mujer que arrastra agresivamente a Frankie a un Ford Mustang verde sin matrícula. Mientras el auto despega, Karla se aferra desesperadamente al costado del auto tratando de detenerlos, perdiendo su teléfono en el proceso. Karla luego se sube a su minivan y corre tras los secuestradores.
Karla intenta obtener ayuda de un automovilista cercano, pero sus intentos son frustrados por los secuestradores de Frankie. Karla se ve obligada a tomar una rampa de salida después de que la mujer amenaza con matar a Frankie. No dispuesta a abandonar a su hijo, Karla reanuda su búsqueda.
Karla escucha una voz de la grabadora de voz de juguete de su hijo, que revela que el nombre del secuestrador es Margo. Karla luego ve una motocicleta de la policía detrás de ella y balancea su auto de lado a lado, logrando llamar la atención del oficial de policía. El policía ordena a Karla que se detenga, a pesar de sus protestas de que es inocente y que se han llevado a su hijo. Los secuestradores chocan con su auto contra el de Karla, atrapando la motocicleta del oficial entre ambos vehículos, donde finalmente lo arrojan a la carretera y lo matan.
Al detenerse en un campo de hierba, Karla se enfrenta al conductor del coche verde y exige la liberación de su hijo. Para su consternación, el hombre no responde. Luego, Margo sale del auto y obliga a Karla a viajar con ella, exigiendo un pago de rescate de $ 10,000 a cambio de la liberación de su hijo. Margo le ordena a Karla que siga el auto de su cómplice.
Después de entrar en un túnel, Margo ataca a Karla en el asiento del conductor, pero ella se defiende con éxito y lanza a Margo fuera del coche durante la lucha que sigue. Karla se pone el suéter de Margo, engañando temporalmente al segundo secuestrador cuando sale del túnel. Después de darse cuenta de que Margo se ha ido, el secuestrador obliga a Karla a dejar de seguirlo amenazando con dejar a Frankie en la carretera. Después de que Karla los pierde durante varios minutos, ve un atasco de tráfico, conduce delante de él y encuentra el automóvil de los secuestradores abandonado después de causar una colisión. Uno de los automovilistas le dice que vio al hombre y al niño salir del coche y Karla los sigue una vez más.
Karla se detiene en una comisaría para denunciar el incidente. pero, después de ver carteles de niños pequeños que han estado desaparecidos durante una década, y temiendo que su hijo también desaparezca para siempre, continúa la persecución por su cuenta. Karla finalmente ve al secuestrador de Frankie, que ahora ha robado un Volvo negro, y lo persigue hasta que su vehículo se queda sin combustible. Karla detiene frenéticamente un vehículo de la policía para hacer autostop y seguir al secuestrador, pero quedan sorprendidos cuando el Volvo embiste su vehículo sin previo aviso, matando al conductor y dejándola inconsciente.
Cuando vuelve en sí, Karla descubre que su hijo no está en el Volvo. Finalmente, el secuestrador sale de su auto y dispara a Karla con una escopeta recortada. Mientras intenta atacarla en el coche, ella pone su coche en reversa, provocando que se precipite hacia el bosque donde el hombre es golpeado fatalmente por un árbol. Karla exige saber dónde está su hijo, pero él muere antes de que ella pueda obtener la respuesta. Karla encuentra su tarjeta de identificación y aprende su nombre, Terrence Vickey, así como la dirección donde podría estar su hijo.
Karla llega a la casa de Vickey al anochecer y finalmente localiza a Frankie en el granero con otras dos niñas secuestradas. Antes de eso, llama al 911 en su teléfono fijo mientras se esconde de Margo, quien sale de la casa en busca de Terrence. Karla rescata a Frankie con éxito, pero cuando Margo regresa y se da cuenta de que Terrence ha muerto, Karla y su hijo salen corriendo del granero antes de que pueda recuperar a las dos niñas. Karla crea una distracción navegando en un esquife mientras se esconde bajo el agua.
Margo los descubre escondidos, pero Karla logra arrastrar a Margo al agua, ahogándola y matando al perro cuando la escopeta de Margo es disparada salvajemente. Al regresar al granero, se enfrenta a un hombre que dice ser el vecino de al lado y la sostiene a punta de pistola. Después de escuchar las voces de los niños en el ático del granero, se ofrece a ayudar a Karla bajando a las dos niñas. Karla se da cuenta de que él es en realidad el cabecilla de los secuestros, ya que sabía que los géneros de las niñas y cuántos había sin que ella se lo dijera. Luego lo mata con una pala justo antes de que pueda sacar su arma.
Karla es rescatada junto con los 3 niños cuando llega la policía. Los informes de los medios la elogian por salvar a los niños de los secuestradores, anunciando que las acciones de Karla han llevado a la disolución de una red internacional de secuestro de niños, con arrestos en otras partes de los Estados Unidos y el mundo. Los medios de comunicación saludan a Karla como una heroína.

## Reparto
- Halle Berry como Karla Dyson, la madre de Frankie, que busca a su hijo secuestrado
- Sage Correa como Frankie Dyson, el hijo de Karla
- Chris McGinn como Margo Vickey, una secuestradora y esposa de Terrence
- Lew Temple como Terrence "Terry" Vickey, un secuestrador y esposo de Margo.
- Jason Winston George como David
- Dana Gourrier como Deputy Sheriff
- Christopher Berry como el hombre barbudo, el cabecilla de los secuestradores.
- Aaron Shiver como Bill
- Kurtis Bedford como Del
- Carmela Riley como Stephanie

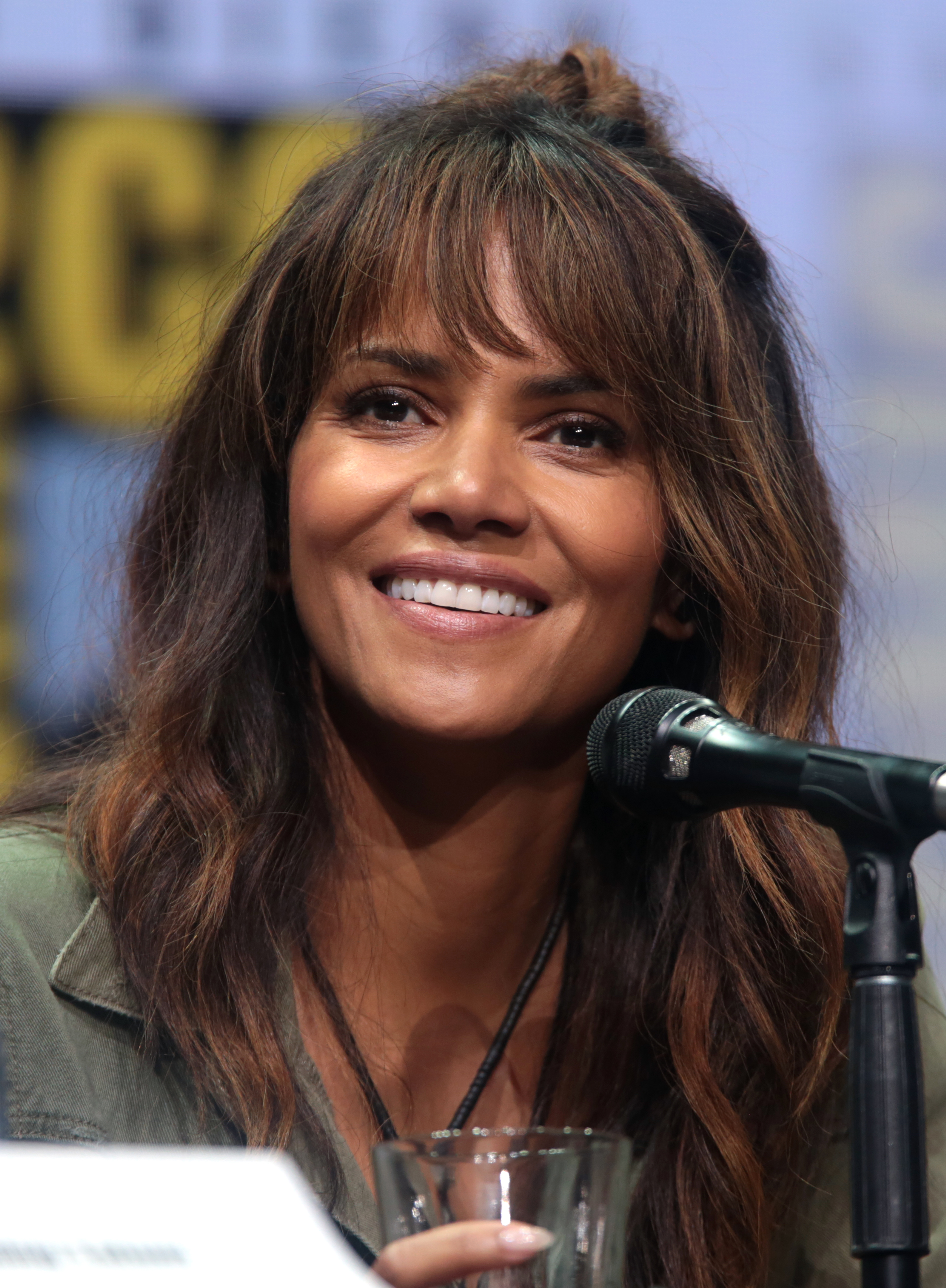
Halle Berry como Karla
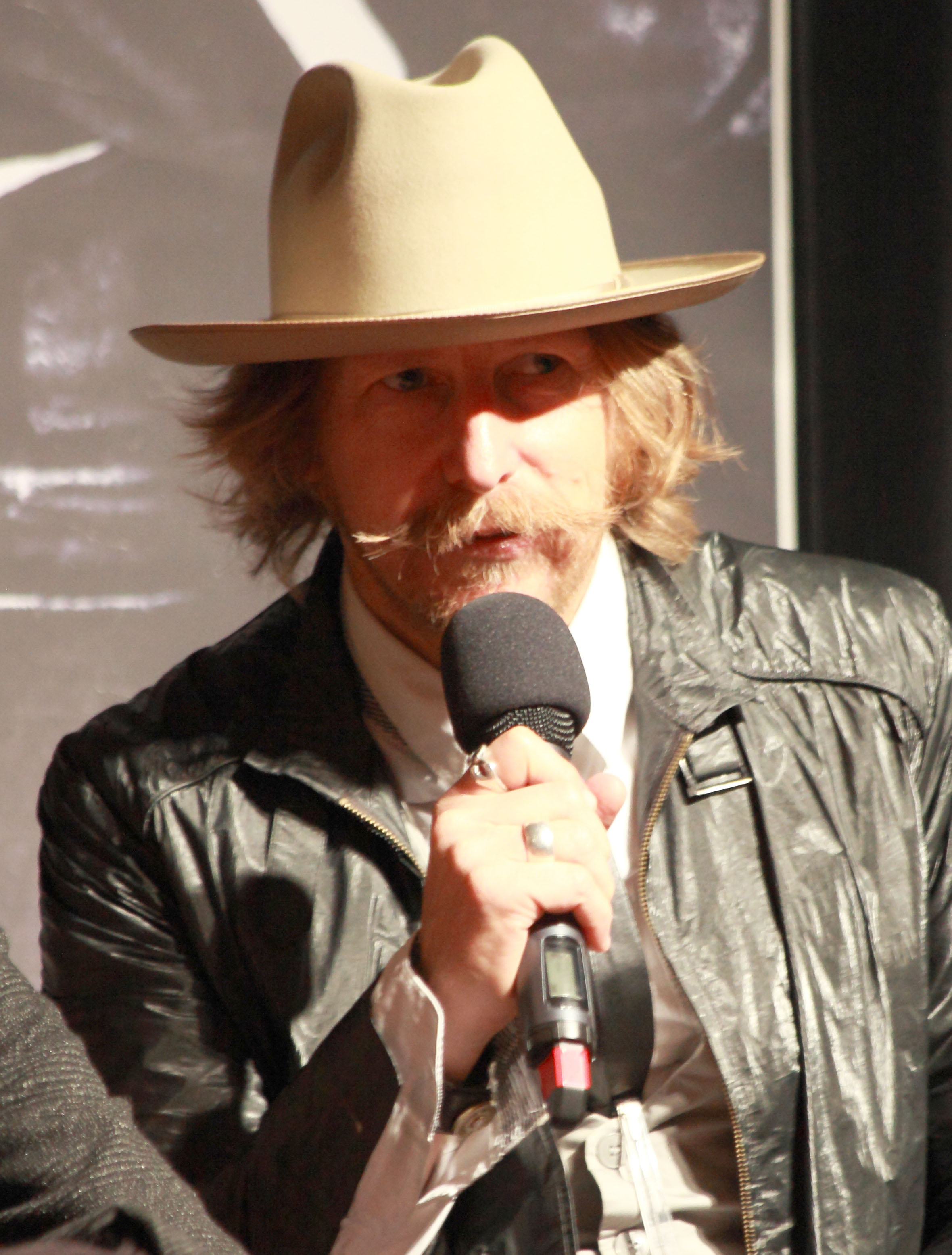
Lew Temple como Terrence "Terry" Vickey
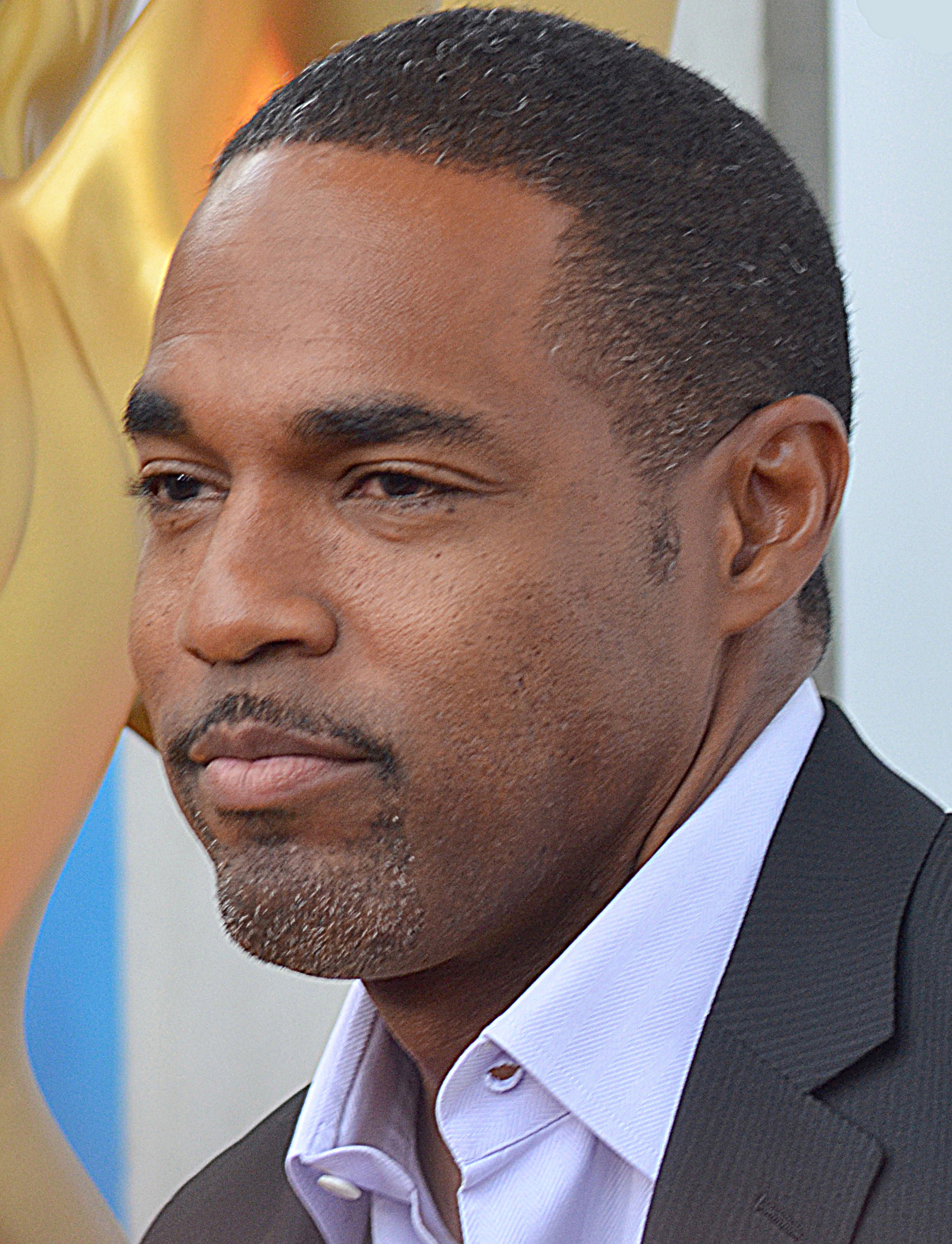
Jason Winston George como David

## Doblaje
| Personaje               | Actor original (Estados Unidos) | Actor de doblaje para Hispanoamérica (Chile) |
| ----------------------- | ------------------------------- | -------------------------------------------- |
| Karla Dyson             | Halle Berry.                    | Pilar Ahumada                                |
| Frankie Dyson           | Sage Correa                     | Judith Noguera                               |
| Terrence "Terry" Vickey | Lew Temple.                     | Oscar Olivares                               |
| David                   | Jason Winston George.           | Sebastián Plaza                              |
| Deputy Sheriff          | Dana Gourrier                   | Maureen Herman                               |

## Producción

### Rodaje
El rodaje de la película comenzó el 27 de octubre de 2014 en Nueva Orleans, Luisiana. A mediados de noviembre, también se estaba filmando en Slidell. El rodaje finalizó el 7 de diciembre de 2014.

## Estreno
La película estaba originalmente programada para estrenarse el 9 de octubre de 2015, pero en julio de 2015 Relativity Media retrasó la película desde su fecha de estreno original del 9 de octubre de 2015 al 26 de febrero de 2016, porque la compañía enfrentaba una crisis financiera. Luego se reprogramó nuevamente del 26 de febrero de 2016 al 13 de mayo de 2016, luego del 13 de mayo de 2016 al 2 de diciembre de 2016, y se retiró del programa por completo.
Luego se retrasó del 2 de diciembre de 2016 al 10 de marzo de 2017, pero se retrasó una vez más después de que Relativity se declaró en bancarrota y los productores volvieron a poner la película en el mercado, perdiendo los derechos sobre ella. Aviron Pictures, el nuevo distribuidor, compró los derechos por $3 millones y luego fue rechazado por última vez desde el 10 de marzo de 2017 hasta el 4 de agosto de 2017, casi tres años después de que comenzara la producción; gastaron un total de $13 millones en promoción.

## Recepción

### Taquilla
Kidnap recaudó $30,7 millones en los Estados Unidos y Canadá y $2 millones en otros territorios para un total mundial de $32,7 millones, frente a un presupuesto de producción de $21 millones.
En América del Norte, Kidnap se estrenó junto con la apertura de La Torre Oscura y la amplia expansión de Detroit, y se proyectaba que recaudaría alrededor de $8 millones en 2.378 teatros en su primer fin de semana. La película ganó $3.7 millones en su primer día (incluidos $500,000 de los avances del jueves) y $10 millones durante el fin de semana, terminando quinto en la taquilla. Cayó un 49,1% en su segunda semana a $5,1 millones, terminando octavo.

### Críticas
En el sitio web del agregador de reseñas Rotten Tomatoes, la película tiene una calificación de aprobación del 38% según 88 reseñas y una calificación promedio de 4.5/10. El consenso crítico del sitio dice: "Kidnap se desvía hacia una explotación mal escrita con demasiada frecuencia para aprovechar su premisa pulposa, o los talentos aún impresionantes de su estrella comprometida". En Metacritic, que asigna una calificación normalizada, la película tiene una puntuación de 44 sobre 100, según 26 críticos, lo que indica "críticas mixtas o promedio". Las audiencias encuestadas por CinemaScore le dieron a la película una calificación promedio de "B+" en una escala de A+ a F, mientras que PostTrak informó que los espectadores dieron una puntuación positiva general del 74% y una recomendación definitiva del 53%.
David Elrich de IndieWire le dio a la película una "D–" y la calificó como la peor del verano, diciendo: "La película Emoji podría haber sido una pieza de propaganda corporativa aburrida y descaradamente cínica, pero al menos tuvo la cortesía de ser ofensiva Kidnap, en cambio, no tiene la cortesía de ser gran cosa.